# Rádió M
A Rádió M egy Borsod-Abaúj-Zemplén vármegyei regionális kereskedelmi rádióállomás. 2011. október 15-én indult, zeneileg a modern, legújabb popzenék jellemzik. Fő célkitűzése, hogy a legfrissebb zenéket és híreket szolgáltassa a hallgatóknak. Miskolc és környéke legnépszerűbb rádióadójának számít.
A rádióállomás műsorvezetői Gaál Tamás, a nyíregyházi Best FM-nél és Győri Nikolett, a rádió egyik női műsorvezetője (akik az FM7-nél is ellátták ezt a feladatot), a 10 perces hírblokk és a műsorismétlés szignálok azonban Dányi Krisztián hangjával készülnek.[forrás?]
A Rádió M 2020-ben beolvadt a Best Radio Kft.-be, amely a Mészáros Lőrinc érdekeltségi körébe tartozó Halmi Tamás cége. A Rádió M főszerkesztője korábban Tóth-Szántai József volt, akit 2024-ben megválasztottak Miskolc polgármesterének.[forrás?]

## Munkatársak

### Műsorvezetők
- Demkó Norbert
- Szabó Marcell
- Tóth Péter
- Vályi Zsolt
- Muntyán Bernadett
- Béres Szabolcs
- Győri Nikolett
- Csizinszky Éva

### Hírszerkesztők
- Balázs Mária
- Dávid Ildikó
- Molnár Péter
- Orosz Kata
- Petz-Gábor Olivér

## Frekvenciák
- Miskolc – 101,6 MHz
- Kazincbarcika – 95,9 MHz
- Tiszaújváros – 89,6 MHz
- Ózd – 99,5 MHz